# Wieża Bubaqra
Wieża Bubaqra (malt. Torri ta' Bubaqra, ang. Bubaqra Tower) - ufortyfikowana wieża mieszkalna w Bubaqra, w granicach Żurrieq na Malcie. Została zbudowana jako wiejskie ustronie w 2. połowie XVI wieku. Wieża wraz z ogrodami została odnowiona i aktualnie służy jako rodzinne zacisze. Nosi oficjalną nazwę Bubaqra Palace (malt. Palazzo Bubaqra) i jest zaliczona do zabytków narodowych 2. klasy.

## Historia
Wieża Bubaqra została zbudowana około roku 1579 przez Don Matteolo Pisani, kapłana Zakonu Joannitów. Br. Luret Zammit potwierdza, że została zbudowana przez br. Mattew (Matteolo) Pisani. Mówi, że pierwotnie została nazwana Torre del Greco, ponieważ mieszkała w niej grecka rodzina Roncali.
Chociaż budowla była ufortyfikowana, pozostawała w prywatnych rękach i nie myślano o niej w kategoriach obronnych. Mimo tego, w niektórych momentach była prawdopodobnie włączana w strukturę obronną Malty, jak czyniono to w innych przypadkach, np. z wieżą Gauci i wieżą Mamo.
Budowla została zmodyfikowana w XVIII wieku, podczas rządów Wielkiego Mistrza Marc’Antonio Zondadariego, oraz około roku 1760, i była podobno wykorzystywana jako miejsce nielegalnych spotkań pomiędzy członkami Zakonu (którzy ślubowali zachować celibat) oraz młodymi kobietami.
Podczas II wojny światowej, w latach 1939-1945, budynek został zarekwirowany przez armię brytyjską, lecz po zakończeniu wojny zwrócono go właścicielom.
Wieża Bubaqra wraz z ogrodem została odrestaurowana i służy teraz jako rodzinne zacisze. Wieża umieszczona jest na liście National Inventory of the Cultural Property of the Maltese Islands. Budynek, na listach Malta Environment and Planning Authority (MEPA), znany jest oficjalnie jako Palazzo Bubaqra i ma status zabytku narodowego klasy 2.

## Wygląd wieży
Wieża Bubaqra położona jest na terenie posiadłości rolniczej, otoczona jest przez ogród z drzewami cytrusowymi. Wieża jest kwadratowa w kształcie, posiada cztery narożne wyniosłe turrety (rodzaj bartyzany). Jej architektura wpłynęła prawdopodobnie na wygląd wieży Gourgion, zbudowanej w 2. połowie XVII wieku na Gozo. Nad głównym wejściem do budynku znajduje się inskrypcja o treści religijnej.